# 대시코드
대시코드(Dashcode)는 맥 OS X 레퍼드에 포함되어 있고 대시보드용 위젯 개발을 용이하게 하는 애플에서 만든 소프트웨어 응용 프로그램이다. 엑스코드 개발자 도구의 일부로 2006년 5월 24일쯤에 출시된 새로운 맥북에 처음 포함되었다.
대시코드 버전 3.0(328)은 맥 OS X 스노 레퍼드 DVD에 애플 엑스코드 개발자 도구의 일부로 선택적 설치로 포함되었다.
대시코드의 마지막 버전인 엑스코드 4용 버전 3.0.5는 개발자 계정 소유자가 애플 개발자용 다운로드(애플 개발자 ID 필요)에서 선택적으로 설치하여 계속 사용할 수 있다.